# Felgyógy
Felgyógy (románul: Geoagiu de Sus, korábban Șovaș is) falu Romániában, Erdélyben, Fehér megyében, az Erdélyi-hegyalján.

## Fekvése
Tövistől kilenc km-re északnyugatra, kb. 6 km hosszan terül el.

## Nevének eredete

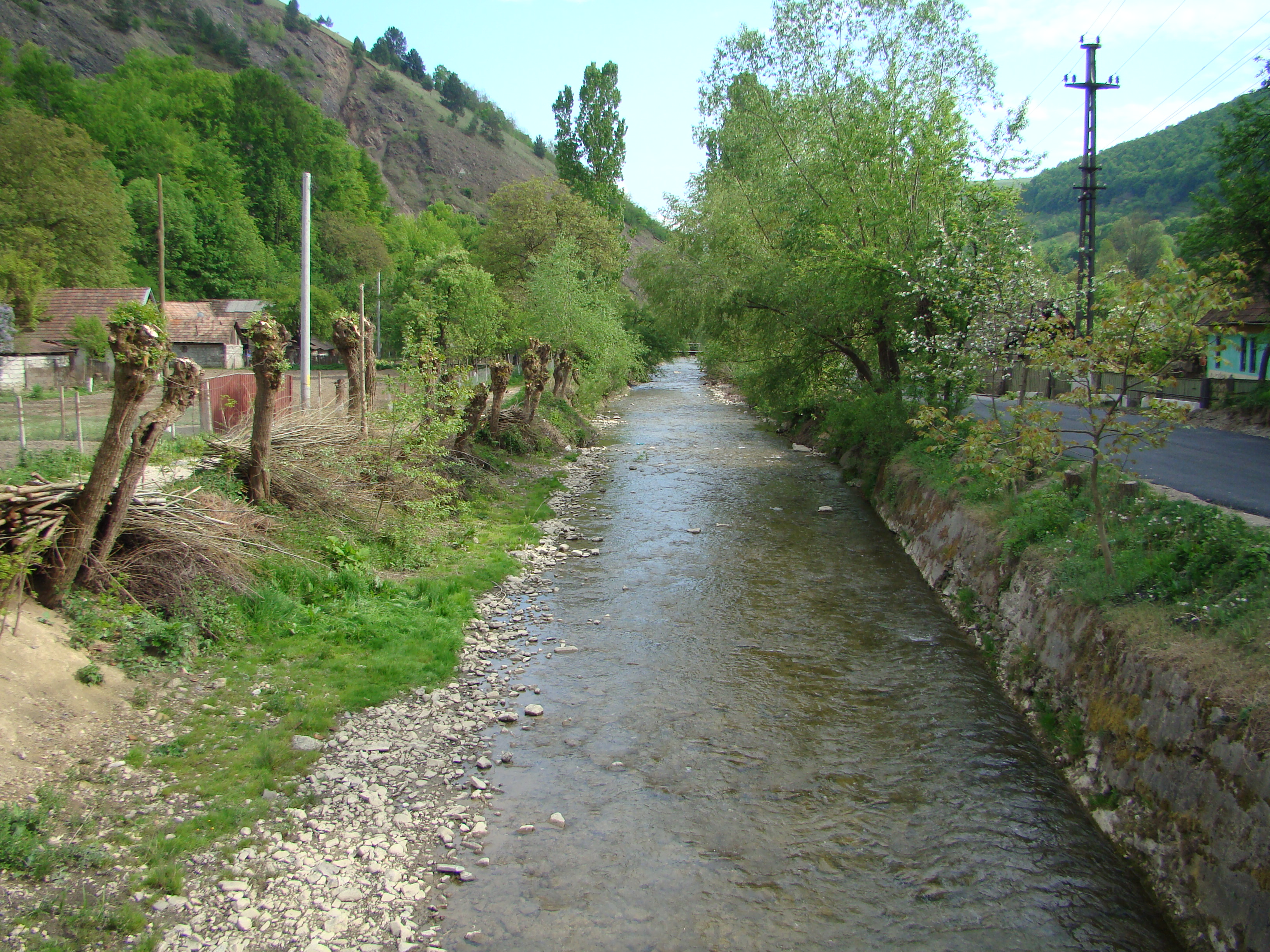
A Diódi-patak

Nevét patakjáról, a Diódi-patakról kapta.
Előtagja nem a távolabb fekvő Algyógyra, hanem Diódra utal. Első említései: Gyod (1332), Felgyogy (1410), Felső Diod (1583/1670), Oláh vagy Fel Gyogy (1665). A korai említésekről nem mindig lehet eldönteni, hogy Felgyógyra vagy Diódra vonatkoznak-e.

## Története
A középkorban magyarok is lakták. Benkő József mint bor- és gyümölcstermő faluról emlékezik meg róla (alma, körte és cseresznye). Jelentős volt borászata is, 1873-ban 250 kataszteri holdon termesztettek szőlőt.
A reformkori Erdélyben az elsők között próbálkoztak itt a vetésforgó alkalmazásával. 1846-ban lakói feljelentést tettek a zsidó kocsmárosokra, amiért azok állítólag „vitriollal” mérgezik az égetett szeszt.
Lakói 1792-ben visszatértek az ortodox hitre, majd 1819-ben alakult benne ismét görögkatolikus egyház.
1849 januárjában unitus papja, Nicolae Repede vezette Nagyenyeden a minorita rendházba menekült magyar polgárok lemészárlását. Ortodox papja, Anton Papp viszont ugyanakkor enyedi magyarokat mentett.
Fehér, majd Alsófehér vármegyéhez tartozott. 1908-ban a nagyenyedi járástól az újonnan létrehozott tövisi járáshoz csatolták. A felvégen lakó görögkatolikusok a 19. század végén, tizenhárom család kivételével, áttértek az ortodox hitre.

## Népessége
- 1850-ben 1293 lakosából 1288 volt román nemzetiségű; 1069 ortodox és 224 görögkatolikus vallású.
- 1900-ban 1608 lakosából 1575 volt román és 22 magyar anyanyelvű; 1848 ortodox és 93 görögkatolikus vallású. A lakosság 27%-a tudott írni-olvasni; a nem magyar anyanyelvűek 2%-a beszélt magyarul.
- 2002-ben 792 lakójából 791 volt román nemzetiségű; 792 ortodox vallású.

## Látnivalók

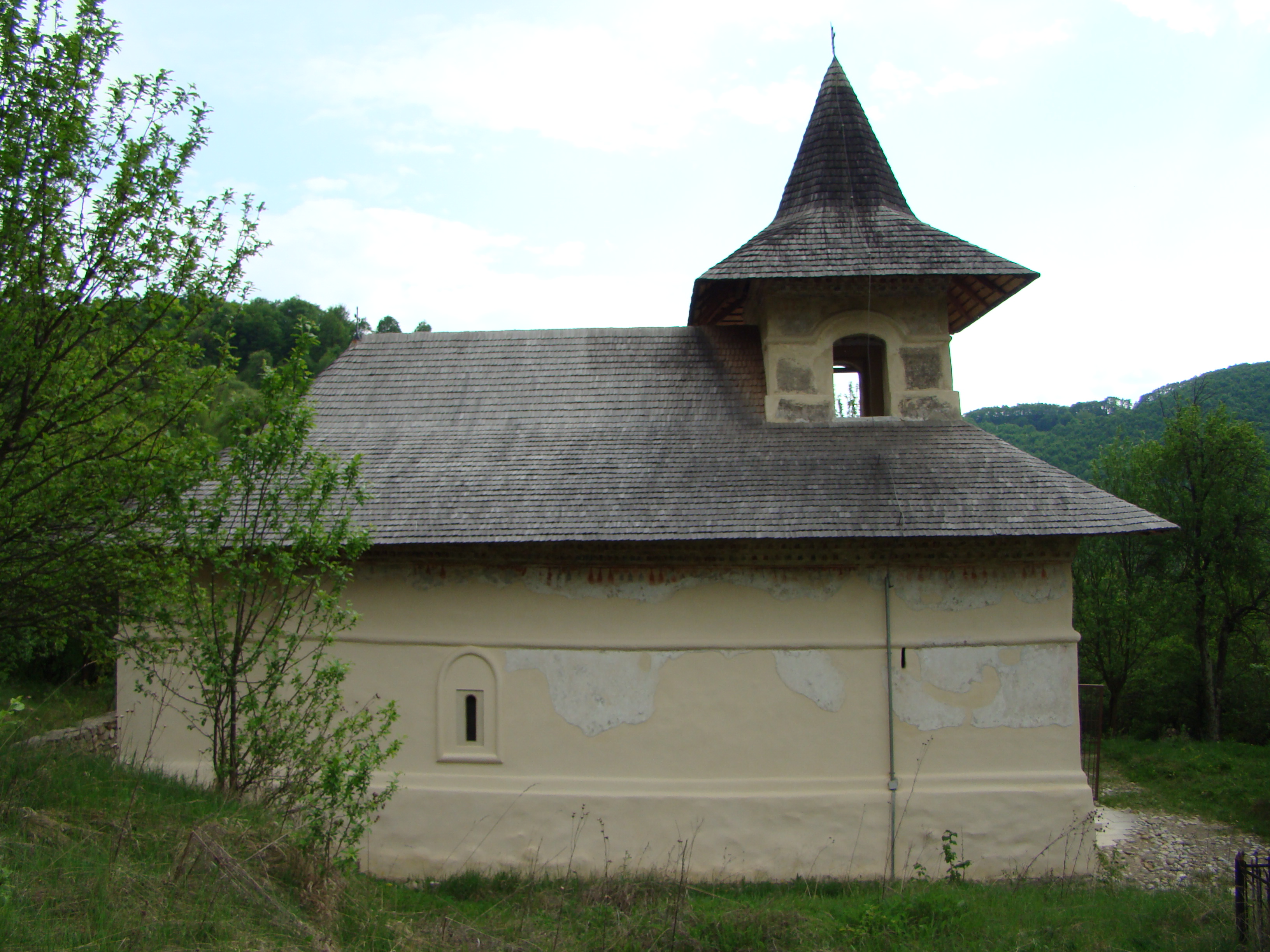
A volt kolostortemplom

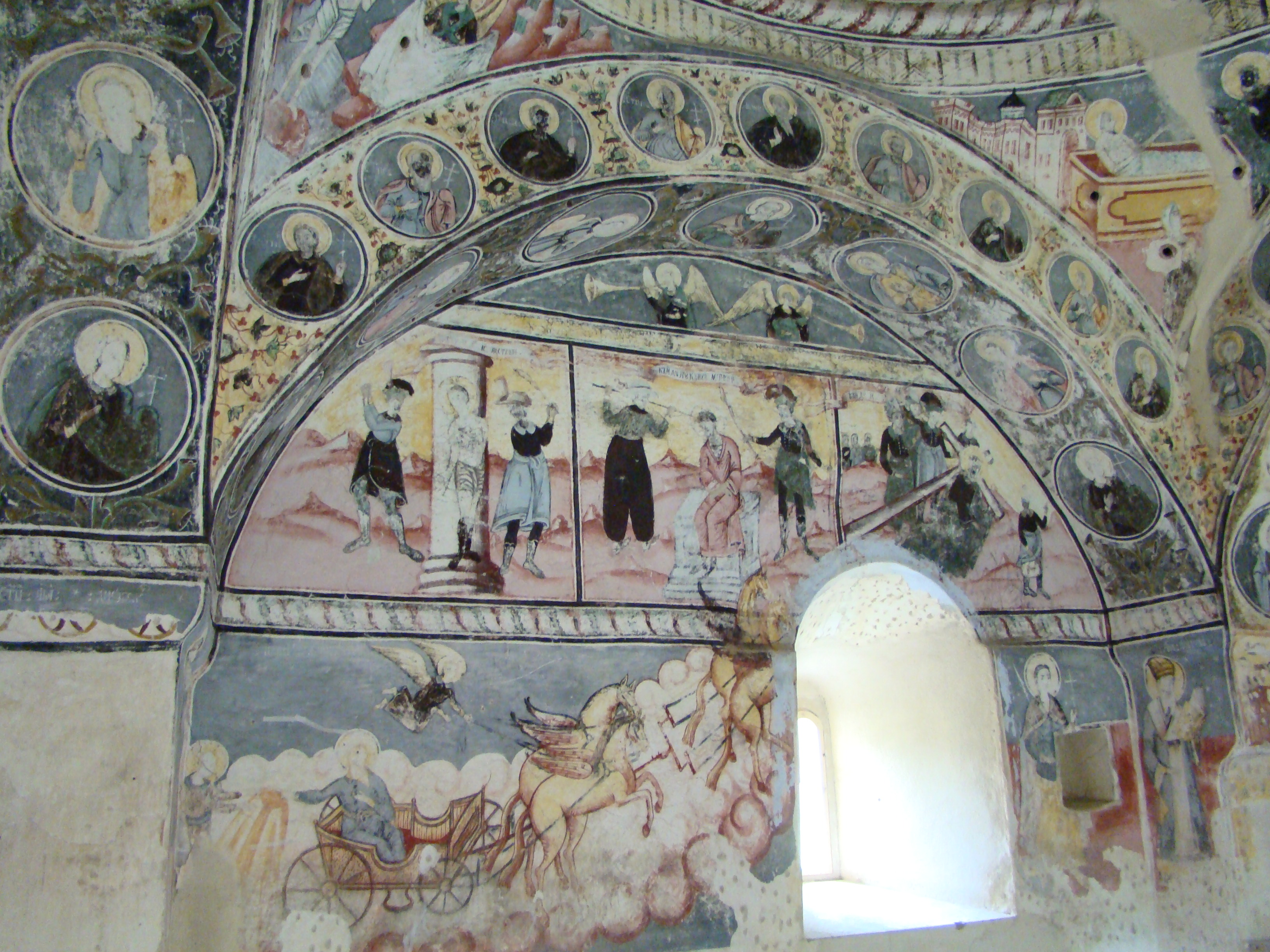
A templom falfestményei

- A falu külterületén áll az ortodox ún. kolostortemplom. Legkorábbi falfestményeinek egyes stílusjegyei arra utalnak, hogy eredeti formájában 16. századi. Így talán V. Afumați Radu havasalföldi vajda, a diódi uradalom akkori ura építhette  1521 és 1525 között. Kezdetben kolostor is tartozott hozzá. 1557-ben püspöki székhelyként említették. 1724-ben átalakították, majd 1762 után, amikor elpusztult, újjáépítették. 1785-ben a császári csapatok lerombolták, ezután már csak a templomot építették újjá. Külső és belső falfestményeit 1792–1793-ban a resinári Iacov készítette.
- A Diódi-patak szurdokvölgye a falu és Valea Mănăstirii között a Remetei-szoros bevezető szakaszának tekinthető.
- A különleges formájú Bulz-szikla.
- Az alfalusi Legszentebb Istenanya ortodox templom 1786-ban épült, egy korábbi fatemplom helyén. 1819 és 1948 között a görögkatolikusoké volt. Tornya faerkélyes.
- Régi parasztházak: Nicolae Dărămuș háza (18. század vége – 19. század eleje), Cornel Pop al lui Dumitru háza (1740), Mihai Cioară háza (19. század közepe)